# Фостер, Уильям (политик)

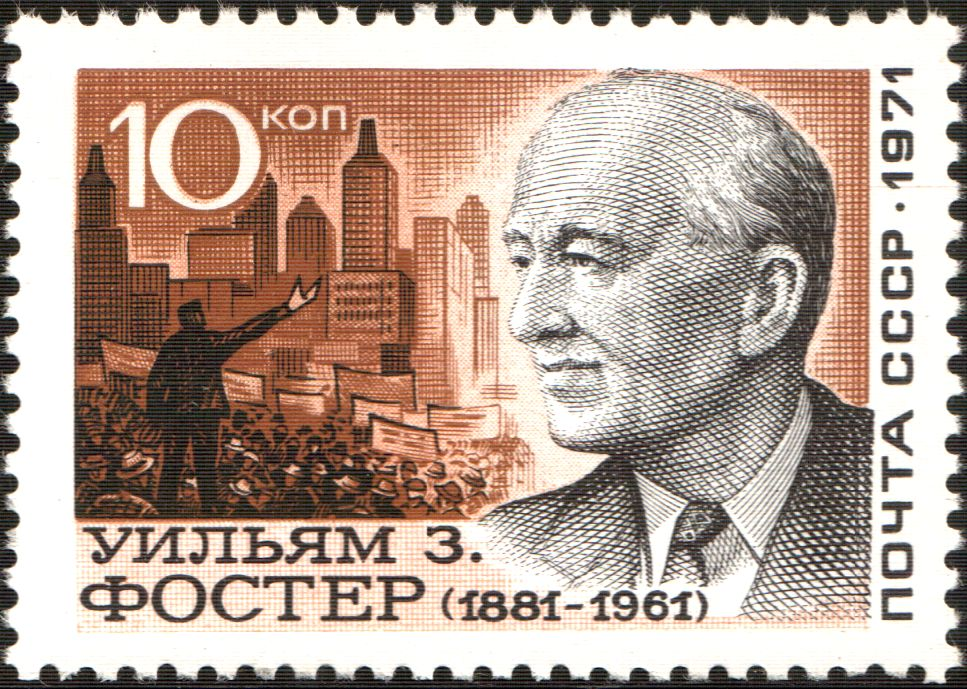
Уильям Фостер на фоне силуэта зданий г. Нью-Йорка и митинга рабочих, марка СССР 1971.

Уильям Зебьюлон Фостер (англ. William Zebulon Foster; 25 февраля 1881, Тонтон, штат Массачусетс, США — 1 сентября 1961, Москва, РСФСР, СССР) — американский политический и общественный деятель рабочего и коммунистического движения. Трижды кандидат в президенты от Коммунистической партии США (1924, 1928, 1932).
В 1929—1934 и 1945—1957 годах возглавлял Коммунистическую партию США. 

## Биография
Родился в семье рабочих.
В 1901 году вступил в Социалистическую партию Америки, но в 1906 году был исключен за принадлежность к ее левому крылу. Принимал активное участие в профсоюзном движении.
С 1909 года член Индустриальных рабочих мира.
Вступил в Коммунистическую рабочую партию Америки в 1921 году при содействии и по рекомендации Эрла Браудера.
В 1921 году Фостер посетил Советскую Россию, принимал участие в работе III конгресса Коммунистического интернационала, в 1935 году был избран членом президиума Коминтерна, стал постоянным сотрудником теоретического и политического органа КИ — журнала «Коммунистический интернационал». Как официальное лицо неоднократно посещал СССР (с 1924 по 1933 — не менее 8 раз).
После успешной борьбы с ревизионистским, по мнению их противников, руководством Коммунистической партии США, возглавляемым Джеем Лавстоном, был избран председателем Национального комитета КП США (1929—1957).
Почётный председатель КП США (1957—1961). Историк коммунистической партии США и международного коммунистического и рабочего движения. В 1948 вместе с многими другими членами Национального комитета компартии был привлечён к суду. Однако вследствие тяжёлой болезни суд над ним был отложен на неопределённый срок, при этом он был лишён возможности получить квалифицированную медицинскую помощь.
В 1961 году Уильям З. Фостер получил разрешение на выезд в СССР, но это разрешение оказалось запоздалым, Уильям Фостер скончался в том же году в Москве. Его похороны прошли как государственное мероприятие, почетную вахту на них нёс Н. С. Хрущёв.

## Семья
Был женат на Эстер Абрамович (Esther Abramowitz).

## Книги
- Фостер Вильям. «Волны рабочей революции в Германии, Англии, Италии и Франции в 1918—1921 гг.» Пер. с англ. М., «Красная новь», 1922.
- Фостер Вильям. «Банкротство классового сотрудничества в Америке» Пер. с англ. Ростов н/Д. — М., «Прибой», 1923.
- Фостер Вильям. «Лига профсоюзной пропаганды в Америке» Пер. с англ. М., Профинтерн, 1924.
- Фостер Вильям З. «Профжулики в С. А.С. Ш. (Американская профбюрократия за работой)» Пер. с англ. М., Изд-во Профинтерна, 1928.
- Фостер Вильям З. «Революционное профдвижение в С. А. С. Ш.» М., Изд-во ВЦСПС, 1930.
- Фостер Вильям. «Закат мирового капитализма» Пер. с англ. М., «Иностранная литература», 1951.
- Фостер Уильям З. «Очерк политической истории Америки» Пер. с англ. М., «Иностранная литература», 1953.
- Фостер Уильям З. «Негритянский народ в истории Америки» Пер. с англ. М., «Иностранная литература», 1955.
- Фостер Уильям З. «Очерки мирового профсоюзного движения» Пер. с англ. М., Профиздат, 1956.
- Фостер Уильям З. «Октябрьская революция и Соединенные Штаты Америки» Пер. с англ. М., Госполитиздат, 1958.
- Фостер Уильям З. «История трех Интернационалов. Международное социалистическое и коммунистическое движение с 1848 г. по настоящее время» Пер. с англ. М., Госполитиздат, 1959.
- Фостер Уильям З. «Исторический прогресс мирового социализма» М., Госполитиздат, 1961.